# کارمین اسپوزیتو
کارمین اسپوزیتو (انگلیسی: Carmine Esposito؛ زادهٔ ۳۰ سپتامبر ۱۹۷۰) بازیکن فوتبال اهل ایتالیا است.
از باشگاه‌هایی که در آن بازی کرده‌است می‌توان به باشگاه فوتبال فیورنتینا، باشگاه فوتبال آلساندریا، باشگاه فوتبال سمپدوریا، باشگاه فوتبال امپولی، باشگاه فوتبال آولینو، و باشگاه فوتبال ویچنزا اشاره کرد.